# Xenomystax
Xenomystax és un gènere de peixos pertanyent a la família dels còngrids.

## Taxonomia
- Xenomystax atrarius (Gilbert, 1891)[2]
- Xenomystax austrinus (Smith & Kanazawa a Smith, 1989)[3]
- Xenomystax bidentatus (Reid, 1940)[4]
- Xenomystax congroides (Smith & Kanazawa a Smith, 1989)[3]
- Xenomystax trucidans (Alcock, 1894)[5][6][7][8][9][10][11]